# Kościół Świętej Trójcy w Porto
Kościół Świętej Trójcy (port. Igreja da Trindade) – kościół rzymskokatolicki znajdujący się w Porto.
Został zbudowany w XIX wieku zgodnie z projektem Carlosa Amarantego. Sam architekt został też pochowany w tym kościele.